# Iqlim
Iqlim —àrab: إقليم, iqlīm, pl. أقاليم, aqālīm— és un terme àrab per a ‘clima’ en el sentit etimològic de l'antic mot grec klíma —‘inclinació’, ‘curvatura de la terra des de l'equador al pol’ i ‘cada regió en què es dividia aquesta superfície’—, per la qual cosa també significa ‘zona geogràfica’, ‘territori’ o ‘regió’ i, a partir dels dos darrers significats, administrativament ‘província’ i ‘districte’.
El terme fou adaptat per alguns geògrafs àrabs antics, com Ibn Khurradàdhbih, com a sinònim o subdivisió de cora, el terme àrab per a les províncies del califat islàmic, i en aquest sentit s'emprà i s'empra encara per indicar regions i províncies, tant geogràfiques com administratives.

## A l'Àndalus
A l'Àndalus, els iqlims eren les unitats administratives i fiscals de tipus agrícola en què se subdividien les cores, que eren les divisions de primer nivell. Al front d'un iqlim hi havia una població important o un hisn o fortalesa, que feia les funcions de capital. Els impostos es fixaven sobre tot el conjunt, la ciutat o fortalesa i les alqueries i pobles que la voltaven.

## A l'actualitat
Actualment, al Marroc s'anomenen iqlims les províncies, divisió territorial de segon nivell, juntament amb les amales o prefectures, de les jihes o regions. En amazic, que també és llengua oficial del país, s'anomenen tasga (en amazic ⵜⴰⵙⴳⴰ).
A Jordània, tot i que el país administrativament es divideix en dotze muhàfadhes o governacions, aquestes s'organitzen en tres regions geogràfiques o iqlims: Regió Nord, Regió Central i Regió Sud.